# Monts-en-Ternois
Monts-en-Ternois is een gemeente in het Franse departement Pas-de-Calais (regio Hauts-de-France) en telt 53 inwoners (2009). De plaats maakt deel uit van het arrondissement Arras.

## Geografie
De oppervlakte van Monts-en-Ternois bedraagt 3,6 km², de bevolkingsdichtheid is dus 14,7 inwoners per km².
De onderstaande kaart toont de ligging van Monts-en-Ternois met de belangrijkste infrastructuur en aangrenzende gemeenten.

## Demografie
Onderstaande figuur toont het verloop van het inwonertal (bron: INSEE-tellingen).